# Château de Rigny (Deux-Sèvres)
Le château de Rigny est un château situé sur la commune de Saint-Léger-de-Montbrun dans le département des Deux-Sèvres, en France.

## Description
Le château de Rigny est un château majoritairement du XVIIe siècle construit à la Renaissance et remanié à de nombreuses reprises au fil des siècles, notamment au XIXe siècle. 
Il fut notamment la propriété de Jeanne Odart de Rilly d'Oysonville (1850-1897), plus connus sous le nom de comtesse de la Blotterie, qui mourus lors de l'incendie du Bazar de la Charité, le 4 mai 1897.
Le château est aujourd'hui une propriété privée et n'est donc pas ouvert à la visite.